# Unione Sportiva Sassuolo Calcio 2024-2025
Questa voce raccoglie le informazioni riguardanti l'Unione Sportiva Sassuolo Calcio nelle competizioni ufficiali della stagione 2024-2025.

## Stagione
Dopo undici stagioni consecutive in Serie A, nella stagione 2024-2025 il Sassuolo riparte dalla Serie B, con il nuovo tecnico Fabio Grosso e mantenendo un'intelaiatura robusta per puntare a un pronto rientro nella massima serie. La squadra rimane pressoché identica all'anno scorso, fatta eccezione per l'esclusione di Andrea Consigli, messo fuori rosa dalla società nonostante il forte attaccamento alla maglia che il portiere neroverde ha dimostrato in tutte le stagioni con il Sassuolo. Nella Coppa Italia nei primi due turni i neroverdi superano il Cittadella e il Lecce, salvo poi affondare nel terzo turno per 6-1 al cospetto del Milan. Il 13 aprile, grazie al pareggio per 2-2 fra Spezia e Mantova e alla vittoria il giorno precedente nel derby contro il Modena, il Sassuolo ritorna in Serie A dopo appena un anno, a +9 dal Pisa secondo e +16 dallo Spezia terzo in zona playoff.

## Divise e sponsor
Vengono confermati fornitore e sponsor ufficiale, rispettivamente Puma e Mapei.
| Casa | Trasferta |

## Rosa
Aggiornata al 2 febbraio 2025
| N. |                               | Ruolo | Calciatore                  |
| -- | ----------------------------- | ----- | --------------------------- |
| 1  | Italia (bandiera)             | P     | Alessandro Russo            |
| 2  | Italia (bandiera)             | D     | Filippo Missori             |
| 3  | Scozia (bandiera)             | D     | Josh Doig                   |
| 5  | Paesi Bassi (bandiera)        | D     | Tijs Velthuis               |
| 6  | Serbia (bandiera)             | C     | Uroš Račić                  |
| 7  | Italia (bandiera)             | A     | Cristian Volpato            |
| 8  | Italia (bandiera)             | C     | Andrea Ghion                |
| 9  | Italia (bandiera)             | A     | Samuele Mulattieri          |
| 10 | Italia (bandiera)             | A     | Domenico Berardi (capitano) |
| 11 | Italia (bandiera)             | C     | Daniel Boloca               |
| 12 | Italia (bandiera)             | P     | Giacomo Satalino            |
| 14 | Guinea Equatoriale (bandiera) | C     | Pedro Obiang                |
| 15 | Italia (bandiera)             | D     | Edoardo Pieragnolo          |
| 17 | Colombia (bandiera)           | D     | Yeferson Paz                |
| 18 | Croazia (bandiera)            | C     | Borna Knezovic              |
| 19 | Italia (bandiera)             | D     | Filippo Romagna             |
| 20 | Italia (bandiera)             | D     | Matteo Lovato               |
| 21 | Italia (bandiera)             | D     | Giuseppe Leone              |
| 22 | Italia (bandiera)             | P     | Alessandro Scacchetti       |
| 23 | Germania (bandiera)           | D     | Jeremy Toljan               |
| 24 | Italia (bandiera)             | A     | Luca Moro                   |

| N. |                                 | Ruolo | Calciatore          |
| -- | ------------------------------- | ----- | ------------------- |
| 25 | Italia (bandiera)               | C     | Luca D'Andrea       |
| 26 | Paesi Bassi (bandiera)          | D     | Cas Odenthal        |
| 27 | Italia (bandiera)               | D     | Stefano Piccinini   |
| 28 | Francia (bandiera)              | A     | Janis Antiste       |
| 29 | Italia (bandiera)               | C     | Fabrizio Caligara   |
| 31 | Romania (bandiera)              | P     | Horatiu Moldovan    |
| 33 | Italia (bandiera)               | D     | Kevin Bonifazi      |
| 35 | Italia (bandiera)               | C     | Luca Lipani         |
| 36 | Italia (bandiera)               | C     | Luca Mazzitelli     |
| 40 | Italia (bandiera)               | C     | Edoardo Iannoni     |
| 42 | Norvegia (bandiera)             | C     | Kristian Thorstvedt |
| 44 | Italia (bandiera)               | D     | Kevin Miranda       |
| 45 | Francia (bandiera)              | A     | Armand Laurienté    |
| 55 | Italia (bandiera)               | C     | Justin Kumi         |
| 72 | Albania (bandiera)              | C     | Nedim Bajrami       |
| 77 | Italia (bandiera)               | A     | Nicholas Pierini    |
| 80 | Bosnia ed Erzegovina (bandiera) | D     | Tarik Muharemović   |
| 90 | Danimarca (bandiera)            | A     | Laurs Skjellerup    |
| 91 | Italia (bandiera)               | A     | Flavio Russo        |
| 99 | Italia (bandiera)               | C     | Simone Verdi        |

## Risultati

### Serie B

#### Girone di andata
| Arbitro: | Piccinini (Forlì) |

|              |           |                |
| Pontisso 53’ | Marcatori | 38’ Mulattieri |

| Arbitro: | Massimi (Termoli) |

|                          |           |           |
| Antiste 34’ F. Russo 65’ | Marcatori | 53’ Curto |

| Arbitro: | La Penna (Roma) |

|               |           |                |
| Lasagna 90+3’ | Marcatori | 17’ Thorstvedt |

| Arbitro: | Manganiello (Pinerolo) |

|                    |           |                                                   |
| L. Moro 31’ (rig.) | Marcatori | 20’ Nasti 35’ Collocolo 43’ Johnsen 87’ Sernicola |

| Arbitro: | Mariani (Aprilia) |

|  |           |                                 |
|  | Marcatori | 77’ Mulattieri 90+4’ Thorstvedt |

| Arbitro: | Arena (Torre del Greco) |

|  |           |               |
|  | Marcatori | 52’ Laurienté |

| Reggio Emilia 28 settembre 2024, ore 15:00 CEST 7ª giornata | Sassuolo          | 0 – 0 referto | Spezia | Mapei Stadium - Città del Tricolore (5 405 spett.)\| Arbitro: \| Piccinini (Forlì) \| |
| Arbitro:                                                    | Piccinini (Forlì) |               |        |                                                                                       |

| Arbitro: | Perri (Roma) |

|                                                                                       |           |          |
| Mulattieri 4’ Volpato 55’ Thorstvedt 63’ (rig.), 82’ Pierini 68’ Laurienté 72’ (rig.) | Marcatori | 17’ Vita |

| Arbitro: | Prontera (Bologna) |

|                            |           |                                                               |
| Fogliata 20’ Bjarnason 83’ | Marcatori | 2’ Boloca 55’ Volpato 57’ Laurienté 81’ Iannoni 90+3’ Pierini |

| Arbitro: | Pairetto (Nichelino) |

|                                     |           |  |
| Laurienté 41’ (rig.) Thorstvedt 64’ | Marcatori |  |

| Arbitro: | Ghersini (Genova) |

|                          |           |                  |
| Maistro 36’ Adorante 60’ | Marcatori | 32’, 59’ Pierini |

| Arbitro: | Cosso (Reggio Calabria) |

|                    |           |  |
| Berardi 63’ (rig.) | Marcatori |  |

| Arbitro: | Giua (Olbia) |

|  |           |               |
|  | Marcatori | 57’ Laurienté |

| Arbitro: | Crezzini (Siena) |

|                                                            |           |  |
| Pierini 64’ Laurienté 82’ Moro 90’ (rig.) Thorstvedt 90+6’ | Marcatori |  |

| Arbitro: | Fourneau (Roma) |

|  |           |                                 |
|  | Marcatori | 45+1’ Thorstvedt 77’ Mulattieri |

| Arbitro: | Ferrieri Caputi (Livorno) |

|                                                         |           |                 |
| Laurienté 25’ Odenthal 45’ Pierini 64’ Berardi 74’, 90’ | Marcatori | 81’ (rig.) Coda |

| Arbitro: | Massa (Imperia) |

|              |           |                            |
| J. Oyono 24’ | Marcatori | 37’ Mulattieri 73’ L. Moro |

| Arbitro: | Ayroldi (Molfetta) |

|                          |           |                |
| Laurienté 9’ Pierini 70’ | Marcatori | 21’ Le Douaron |

| Arbitro: | Abisso (Palermo) |

|                            |           |             |
| Tramoni 24’, 61’ Touré 33’ | Marcatori | 70’ Pierini |

#### Girone di ritorno
| Arbitro: | Rapuano (Rimini) |

|           |           |                          |
| Cerri 47’ | Marcatori | 6’ Russo 40’ Muharemović |

| Arbitro: | Perri (Roma) |

|                                                            |           |                                       |
| Berardi 9’ Doig 55’ Boloca 58’ Laurienté 68’ Volpato 90+2’ | Marcatori | 3’ Odogwu 11’ Pyyhtiä 64’ Pietrangeli |

| Arbitro: | Piccinini (Forlì) |

|                 |           |                |
| Vignali 8’, 75’ | Marcatori | 35’ Mulattieri |

| Arbitro: | Perenzoni (Rovereto) |

|  |           |                                  |
|  | Marcatori | 19’, 54’ Laurienté 90+5’ Pierini |

| Arbitro: | Tremolada (Monza) |

|                          |           |  |
| Lovato 34’ Laurienté 73’ | Marcatori |  |

| Genova 22 febbraio 2025, ore 20:30 CET 27ª giornata | Sampdoria            | 0 – 0 referto | Sassuolo | Stadio Luigi Ferraris (21 395 spett.)\| Arbitro: \| Pairetto (Nichelino) \| |
| Arbitro:                                            | Pairetto (Nichelino) |               |          |                                                                             |

| Arbitro: | Ghersini (Genova) |

|          |           |  |
| Moro 23’ | Marcatori |  |

| Arbitro: | Dionisi (L'Aquila) |

|             |           |             |
| Volpato 82’ | Marcatori | 37’ Lasagna |

| Arbitro: | Monaldi (Macerata) |

|              |           |                            |
| Tronchin 90’ | Marcatori | 15’ Mulattieri 46’ Berardi |

| Arbitro: | La Penna (Roma 1) |

|                                                                              |           |            |
| Mulattieri 15’ Reinhart 18’ (aut.) Laurienté 35’ Boloca 38’ Verdi 86’ (rig.) | Marcatori | 3’ Vergara |

| Arbitro: | Maresca (Napoli) |

|                                                        |           |                                 |
| Pohjanpalo 18’, 45+1’, 81’ Toljan 25’ (aut.) Segre 55’ | Marcatori | 73’ Pierini 74’ Moro 84’ Obiang |

| Arbitro: | Santoro (Messina) |

|             |           |                                    |
| Santoro 60’ | Marcatori | 36’ Berardi 64’ Laurienté 76’ Moro |

| Arbitro: | Pezzuto (Lecce) |

|  |           |                |
|  | Marcatori | 38’ E. Bohinen |

| Arbitro: | Tremolada (Monza) |

|  |           |                    |
|  | Marcatori | 24’, 57’ Laurienté |

| Arbitro: | Ferrieri Caputi (Livorno) |

|                      |           |  |
| Verdi 13’ Boloca 87’ | Marcatori |  |

### Coppa Italia

#### Turni eliminatori
| Arbitro: | Prontera (Bologna) |

|                              |           |             |
| Mulattieri 45’ Laurienté 58’ | Marcatori | 48’ Baldini |

| Arbitro: | Perenzoni (Rovereto) |

|  |           |                              |
|  | Marcatori | 13’ Muharemović 79’ D'Andrea |

#### Fase finale
| Arbitro: | Bonacina (Bergamo) |

|                                                                    |           |                |
| Chukwueze 12’, 21’ Reijnders 17’ Leão 23’ Calabria 56’ Abraham 61’ | Marcatori | 59’ Mulattieri |

## Statistiche
Statistiche aggiornate al 7 aprile 2025.

### Statistiche di squadra
| Competizione | Punti | In casa | In casa | In casa | In casa | In casa | In casa | In trasferta | In trasferta | In trasferta | In trasferta | In trasferta | In trasferta | Totale | Totale | Totale | Totale | Totale | Totale | DR  |
| Competizione | Punti | G       | V       | N       | P       | Gf      | Gs      | G            | V            | N            | P            | Gf           | Gs           | G      | V      | N      | P      | Gf     | Gs     | DR  |
| ------------ | ----- | ------- | ------- | ------- | ------- | ------- | ------- | ------------ | ------------ | ------------ | ------------ | ------------ | ------------ | ------ | ------ | ------ | ------ | ------ | ------ | --- |
| Serie B      | 82    | 18      | 14      | 2       | 2       | 43      | 16      | 19           | 11           | 5            | 3            | 35           | 21           | 37     | 25     | 7      | 5      | 78     | 37     | +41 |
| Coppa Italia |       | 1       | 1       | 0       | 0       | 2       | 1       | 2            | 1            | 0            | 1            | 3            | 6            | 3      | 2      | 0      | 1      | 5      | 7      | -2  |
| Totale       |       | 19      | 15      | 2       | 2       | 43      | 17      | 21           | 12           | 5            | 4            | 38           | 27           | 40     | 27     | 7      | 6      | 83     | 44     | +39 |

### Andamento in campionato
| Giornata  | 1  | 2 | 3 | 4  | 5 | 6 | 7 | 8 | 9 | 10 | 11 | 12 | 13 | 14 | 15 | 16 | 17 | 18 | 19 | 20 | 21 | 22 | 23 | 24 | 25 | 26 | 27 | 28 | 29 | 30 | 31 | 32 | 33 | 34 | 35 | 36 | 37 | 38 |
| --------- | -- | - | - | -- | - | - | - | - | - | -- | -- | -- | -- | -- | -- | -- | -- | -- | -- | -- | -- | -- | -- | -- | -- | -- | -- | -- | -- | -- | -- | -- | -- | -- | -- | -- | -- | -- |
| Luogo     | T  | C | T | C  | T | T | C | C | T | C  | T  | C  | T  | C  | T  | C  | T  | C  | T  | C  | T  | C  | T  | C  | T  | C  | T  | C  | C  | T  | T  | T  | T  | C  | T  | C  | T  | C  |
| Risultato | N  | V | N | P  | V | V | N | V | V | V  | N  | V  | V  | V  | V  | V  | V  | V  | P  | V  | V  | V  | P  | V  | V  | V  | N  | V  | N  | V  | V  | P  | V  | P  | V  | V  | N  | P  |
| Posizione | 12 | 6 | 7 | 13 | 6 | 3 | 4 | 3 | 3 | 2  | 2  | 2  | 2  | 1  | 1  | 1  | 1  | 1  | 1  | 1  | 1  | 1  | 1  | 1  | 1  | 1  | 1  | 1  | 1  | 1  | 1  | 1  | 1  | 1  | 1  | 1  | 1  | 1  |

Legenda:

Luogo: C = Casa; T = Trasferta. Risultato: V = Vittoria; N = Pareggio; P = Sconfitta.

### Statistiche dei giocatori
- NB: per i portieri vengono contate le reti subite

| Giocatore      | Serie B  | Serie B | Serie B     | Serie B    | Coppa Italia | Coppa Italia | Coppa Italia | Coppa Italia | Totale   | Totale | Totale      | Totale     |
| Giocatore      | Presenze | Reti    | Ammonizioni | Espulsioni | Presenze     | Reti         | Ammonizioni  | Espulsioni   | Presenze | Reti   | Ammonizioni | Espulsioni |
| -------------- | -------- | ------- | ----------- | ---------- | ------------ | ------------ | ------------ | ------------ | -------- | ------ | ----------- | ---------- |
| J. Antiste     | 4        | 1       | 2           | 0          | 2            | 0            | 0            | 0            | 6        | 1      | 2           | 0          |
| N. Bajrami     | 2        | 0       | 0           | 0          | 1            | 0            | 0            | 0            | 3        | 0      | 0           | 0          |
| D. Berardi     | 29       | 6       | 3           | 0          | 0            | 0            | 0            | 0            | 29       | 6      | 3           | 0          |
| D. Boloca      | 35       | 4       | 4           | 0          | 1            | 0            | 0            | 0            | 36       | 4      | 4           | 0          |
| F. Caligara    | 7        | 0       | 0           | 0          | 3            | 0            | 0            | 0            | 10       | 0      | 0           | 0          |
| L. D'Andrea    | 2        | 1       | 0           | 0          | 1            | 1            | 1            | 0            | 3        | 2      | 1           | 0          |
| J. Doig        | 31       | 1       | 4           | 0          | 2            | 0            | 1            | 0            | 33       | 1      | 5           | 0          |
| A. Ghion       | 23       | 0       | 2           | 0          | 1            | 0            | 0            | 0            | 24       | 0      | 2           | 0          |
| E. Iannoni     | 22       | 1       | 3           | 0          | 1            | 0            | 0            | 0            | 23       | 1      | 3           | 0          |
| J. Kumi        | 4        | 0       | 0           | 0          | 1            | 0            | 0            | 0            | 5        | 0      | 0           | 0          |
| A. Laurienté   | 33       | 18      | 8           | 0          | 1            | 1            | 0            | 0            | 34       | 19     | 8           | 0          |
| L. Lipani      | 21       | 1       | 1           | 0          | 2            | 0            | 1            | 0            | 23       | 1      | 2           | 0          |
| M. Lovato      | 16       | 1       | 1           | 1          | 1            | 0            | 0            | 0            | 17       | 1      | 1           | 1          |
| L. Mazzitelli  | 4        | 0       | 1           | 0          | 0            | 0            | 0            | 0            | 4        | 0      | 1           | 0          |
| K. Miranda     | 0        | 0       | 0           | 0          | 1            | 0            | 0            | 0            | 1        | 0      | 0           | 0          |
| F. Missori     | 2        | 0       | 0           | 0          | 1            | 0            | 0            | 0            | 3        | 0      | 0           | 0          |
| H. Moldovan    | 25       | -21     | 1           | 0          | 0            | 0            | 0            | 0            | 25       | -21    | 1           | 0          |
| L. Moro        | 19       | 5       | 1           | 0          | 2            | 0            | 0            | 0            | 21       | 5      | 1           | 0          |
| S. Mulattieri  | 28       | 9       | 3           | 0          | 2            | 2            | 0            | 0            | 30       | 11     | 3           | 0          |
| T. Muharemović | 22       | 1       | 3           | 0          | 2            | 1            | 0            | 0            | 24       | 2      | 3           | 0          |
| P. Obiang      | 29       | 0       | 3           | 0          | 3            | 0            | 0            | 0            | 32       | 0      | 3           | 0          |
| C. Odenthal    | 21       | 1       | 3           | 0          | 3            | 0            | 1            | 0            | 24       | 1      | 4           | 0          |
| Y. Paz         | 12       | 0       | 4           | 0          | 1            | 0            | 0            | 0            | 13       | 0      | 4           | 0          |
| E. Pieragnolo  | 16       | 0       | 3           | 0          | 2            | 0            | 0            | 0            | 18       | 0      | 3           | 0          |
| N. Pierini     | 25       | 9       | 1           | 0          | 1            | 0            | 0            | 0            | 26       | 9      | 1           | 0          |
| F. Romagna     | 20       | 0       | 2           | 0          | 1            | 0            | 0            | 0            | 21       | 0      | 2           | 0          |
| F. Russo       | 12       | 2       | 1           | 0          | 1            | 0            | 0            | 0            | 13       | 2      | 1           | 0          |
| G. Satalino    | 7        | -9      | 0           | 0          | 3            | -7           | 0            | 0            | 10       | -16    | 0           | 0          |
| L. Skjellerup  | 2        | 0       | 0           | 0          | 0            | 0            | 0            | 0            | 2        | 0      | 0           | 0          |
| K. Thorstvedt  | 22       | 7       | 5           | 0          | 2            | 0            | 0            | 0            | 24       | 7      | 5           | 0          |
| J. Toljan      | 29       | 0       | 2           | 0          | 3            | 0            | 0            | 0            | 32       | 0      | 2           | 0          |
| S. Verdi       | 5        | 0       | 0           | 0          | 0            | 0            | 0            | 0            | 5        | 0      | 0           | 0          |
| C. Volpato     | 14       | 4       | 4           | 0          | 3            | 0            | 1            | 0            | 17       | 4      | 5           | 0          |